# Цвинтар мух
Цвинтар, кладовище мух (англ. Flies' graveyard, flies' cemetery) — назви, що використовують в різних частинах Великобританії для солодкої випічки (слойки, пиріжки, кекси) зі смородиною або родзинками. У Шотландії вони відомі як мушині коржики, фруктові слайси, або квадрати, а в Північній Ірландії як смородинові квадрати. На північному сході Англії випікають мушині коржики або пиріг з мухами В Уельсі це називається Cacen Pwdin.
Бісквіт «Гарібальді», що містить шар розчавленої смородини, у Великій Британії широко відомий як «роздавлена муха» або бісквіт «мертва муха».
Назва відсилає до жарту про те, що родзинки нагадують мертвих мух. 
Рецепт схожий на солодкі пироги мінс пай, наповнені сумішшю сухофруктів та спецій, які традиційно їдять у Сполученому Королівстві на Різдво.